# Brachys cephalicus
Brachys cephalicus är en skalbaggsart som beskrevs av Schaeffer 1909. Brachys cephalicus ingår i släktet Brachys och familjen praktbaggar. Inga underarter finns listade i Catalogue of Life.